# (11284) Белен
(11284) Белен (лат. Belenos) — околоземный астероид из группы Амура (II), который был открыт 21 января 1990 года французским астрономом Аленом Мори в исследовательском центре CERGA и назван в честь Белена, кельтского божества отождествлявшегося с Аполлоном. 

Орбита астероида Белен и его положение в Солнечной системе